# Frank Lamson Scribner
Frank Lamson Scribner (o Frank Lamson-Scribner) (* 1851- 1938), fou un botànic i fitopatòleg estatunidenc.
L'any 1885 fou el primer científic comissionat pel USDA per estudiar malalties de vegetals econòmics. Els seus avanços i innovacionss van fundar la patologia vegetal aplicada a l'USDA.
Va fer experiències favorables a l'ús del brou bordelès, donant-li a l'africultor una moderna eina de control químic. Scribner va ser botànic i director de la "EEA" de la Universitat de Tennessee. Fou el primer a publicar un text abordant les malalties vegetals als EUA, i descrivint una nova malaltia nematode de la papa.

## Algunes publicacions
- 1890. Index to grass names. Ed. Soc. Prom. Agr.Sci. 17 pàg.
- 1892. Grasses of Tennessee: 2 parts. Ed. Butlletí EEA Univ. Tennessee. 141 pàg.
- 1896. Weeds of Maine: Affording popular descriptions & practical observations in regard to the habits, properties & best methods of extermination, of nearly all the weeds found in the state. Ed. Kennebec journal office. 62 pàg.
- 1900. American Grasses. Butlletí USDA Divisió d'Agrostologia
- 1901. The grasses in Elliott's " Sketch of the botany of South Carolina & Geòrgia. " Circular USDA Divisió d'Agrostologia. 12 pàg.